# Administration provisoire russe en Bulgarie

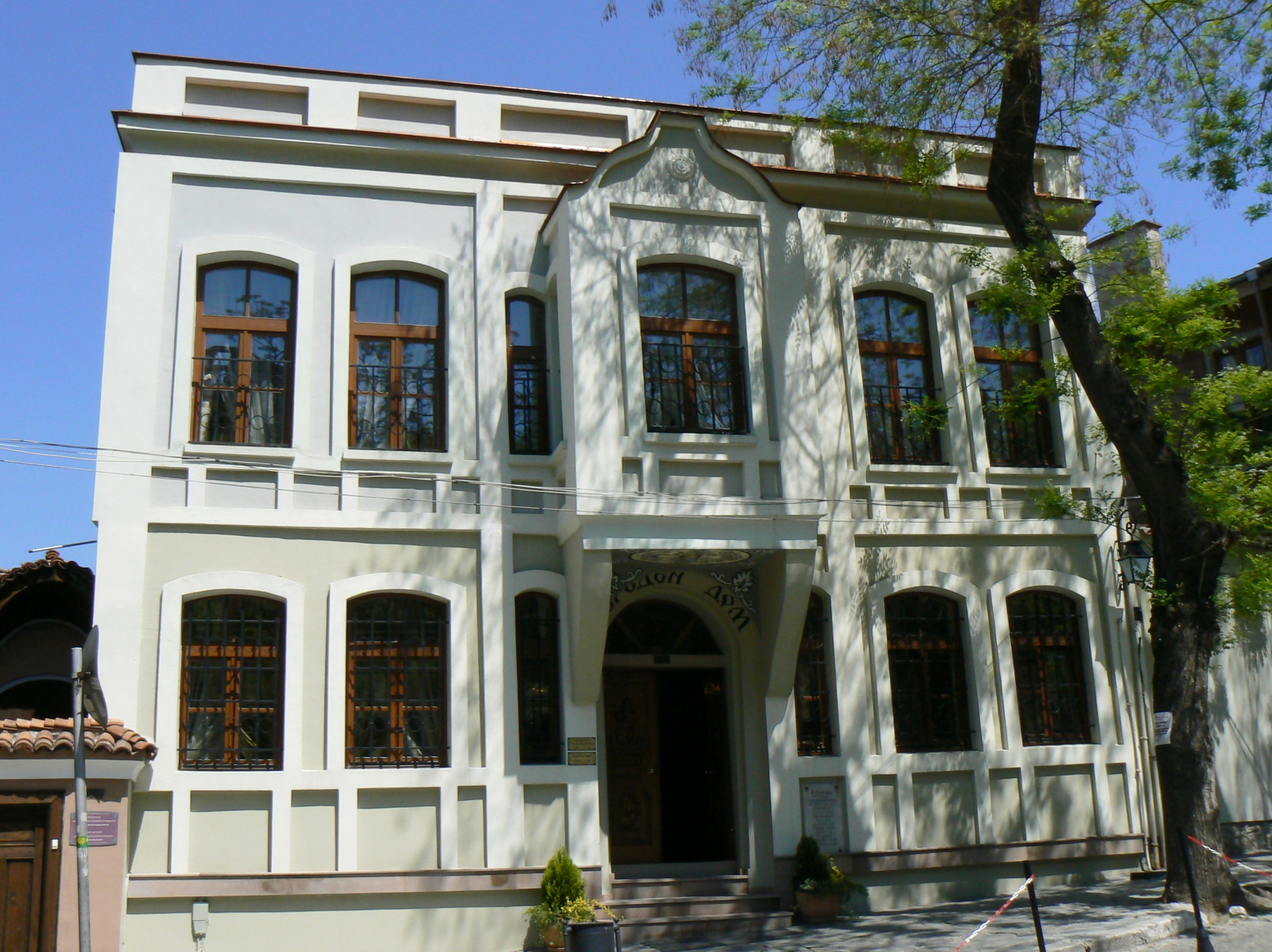
Le bâtiment de Plovdiv où se trouvait la gouvernance russe temporaire de mai à octobre 1878.

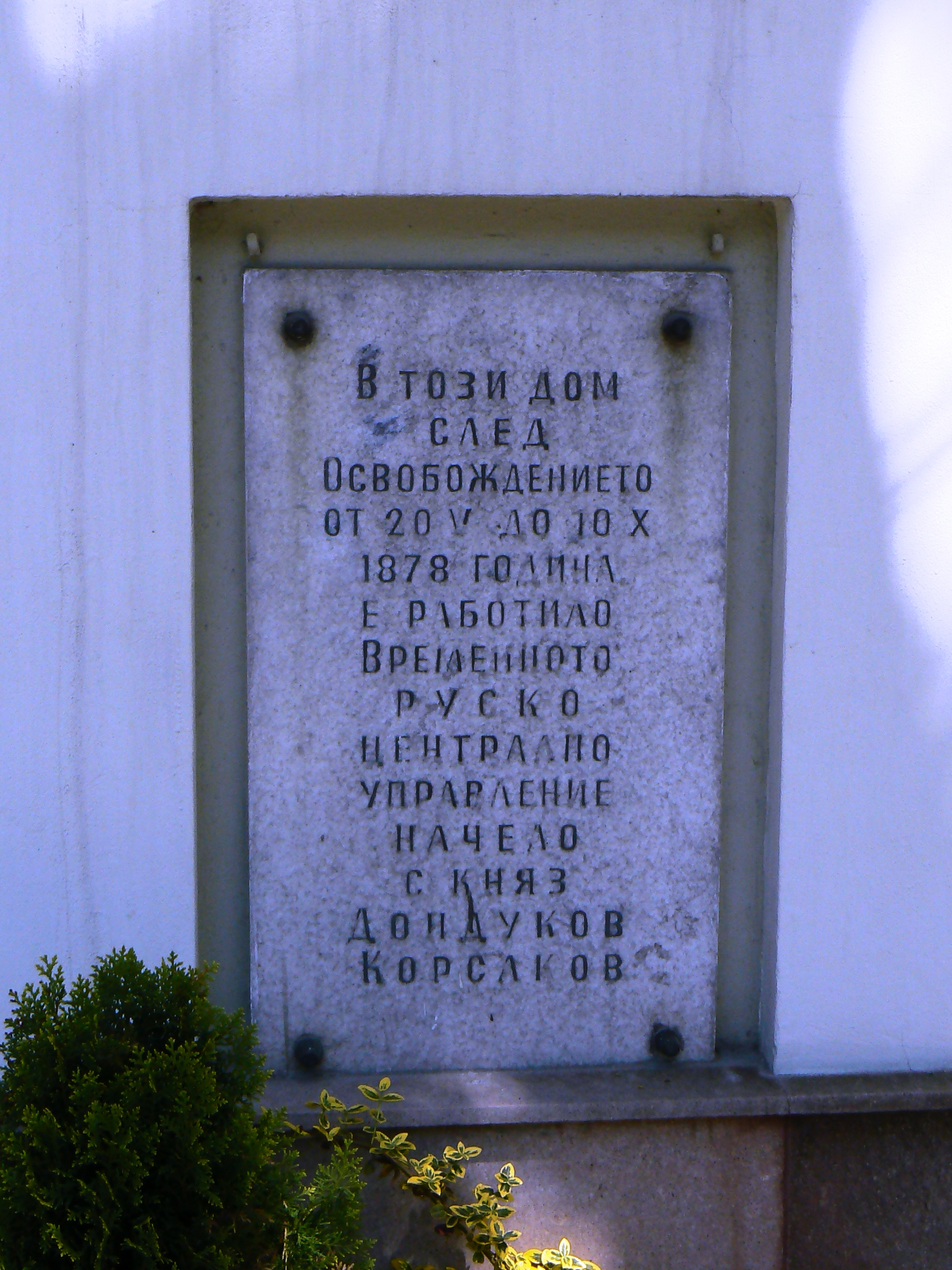
La plaque commémorative.

 (juin 2023).
L'administration provisoire russe en Bulgarie (en russe : Временное русское управление в Болгарии, en bulgare : Временно руско управление в България) est un gouvernement provisoire établi pour les territoires bulgares occupés par l'armée impériale russe pendant la guerre russo-turque de 1877-1878. Cette administration a été établie au début de la guerre en avril 1877. Le traité de Berlin (1878) prévoyait la fin de l'activité de gouvernance temporaire russe à partir de la création de la Principauté de Bulgarie et de la Roumélie orientale, dans le cadre de laquelle elle fut abolie en mai 1879. Les principaux objectifs de l'administration temporaire russe étaient d'établir une vie pacifique et de préparer une renaissance de l'État bulgare.
Les parties occidentales de la Bulgarie actuelle qui avaient été envahies par l'armée serbe étaient sous administration provisoire serbe du 19 décembre 1877 au 5 juin 1879.

## Organisation et activités
La gouvernance russe temporaire est initialement dirigée par le prince Vladimir Tcherkasski, commissaire de l'empereur russe, en tant que chef du « Premier bureau de la gouvernance civile des terres transdanubiennes libérées ». Après sa mort en mars 1878, ce poste est occupé par le prince Alexandre Dondoukov-Korsakov. La résidence du commissaire est située à Plovdiv du 20 mai au 10 octobre 1878, puis est déplacée à Sofia.
La direction de l'administration civile présidée par la chancellerie du commissaire de l'empereur russe conjointement avec a établi en 1878 le conseil d'administration sur les domaines[incompréhensible]. Outre les officiers et fonctionnaires russes, de nombreux Bulgares y étaient inclus, parmi lesquels Dragan Tsankov, Petko Karavelov, Stefan Stambolov, Dimitar Panayotov Grekov, Dimitar Petkov, Todor Ikonomov et Konstantin Stoilov. L'administration russe a essayé de préparer autant de personnel que possible pour créer un mécanisme d'État pour les futurs États bulgares. Ainsi, au départ, sept provinces étaient dirigées par des Russes et une seule par des Bulgares, mais dans six provinces, les vice-gouverneurs étaient des Bulgares. Au niveau local, les Russes ont créé un système de gouvernement : des conseils administratifs électifs et des comités judiciaires ont été formés dans les districts (ouïezds) et des conseils d'anciens dans les villages. Il y avait rédigé le projet de Constitution. L'administration a préparé les élections à l'assemblée constituante.
Au printemps et à l'été 1878, la milice bulgare (opaltchentsi) a été transformée en unités militaires régulières et a formé les troupes territoriales bulgares,.
De nombreux jeunes Bulgares ont été envoyés dans les écoles militaires russes, et les plus capables également dans les académies militaires. Après un court séjour en Bulgarie, les Russes ont créé une école militaire locale. Pour accélérer la formation et l'entraînement d'une nouvelle armée, l'administration avait décidé de détacher les officiers et instructeurs russes des rangs inférieurs de l'armée danubienne vers les unités bulgares. En outre, l'armée russe a encouragé l'entraînement militaire de la population rurale dans des unités russes et des détachements volontaires bulgares (appelés droujinas) de tous grades. Ces mesures formaient une réserve de mobilisation pour l'armée bulgare. L'armée russe avait également livré une quantité importante d'équipements et de fournitures aux Bulgares. La Russie a activement contribué à l'établissement de la marine en Bulgarie.
Pour former des officiers, de jeunes Bulgares capables ont été détachés à la fois dans les écoles militaires russes et dans l'école militaire nouvellement créée à Sofia.

## Dette d'occupation
Les frais encourus par le Trésor russe pour le maintien de la gouvernance russe temporaire devaient être remboursés par la future Principauté de Bulgarie et la Roumélie orientale. La somme accumulée de cette façon s'appela la « dette d'occupation ». Les Bulgares l'ont payé irrégulièrement et son règlement définitif a pris près d'un demi-siècle.
La Principauté de Bulgarie a assuré le service de la dette de 1883 à 1885, lorsque les relations entre la Bulgarie et la Russie ont été rompues après l'unification bulgare avec la Roumélie orientale, qui n'avait pas été approuvée par la Russie, et la guerre serbo-bulgare qui a suivi, avant laquelle la Russie avait retiré ses officiers militaires, laissant tout leur équipement, leurs armes ainsi que 15 000 chevaux aux Bulgares, qui avaient jusqu'à ce moment entraîné et commandé toutes les unités plus importantes de la jeune armée bulgare.
En 1890, il avait envoyé un paiement de service, mais les paiements réguliers n'ont repris qu'en 1896. Enfin, la quasi-totalité (environ 26 millions[De quoi ?] sur 28 millions) de ce qui devait être payée pour la « dette d'occupation » a été remboursée par la Principauté de Bulgarie en 1902 au détriment d'un important emprunt étranger émis par une banque Paribas.
La dette d'occupation de la Roumélie orientale est passée à la Principauté de Bulgarie après l'unification de la Bulgarie en 1885. Son remboursement a été reporté à plusieurs reprises jusqu'en 1912, lorsque la Bulgarie et la Russie ont convenu d'un plan de remboursement de la dette. Le plan n'a jamais été réalisé car après le début de la Première Guerre mondiale, les deux pays étaient adversaires. Après la guerre, la dette a été annulée par accord entre le cabinet d'Alexandre Stamboliyski et le gouvernement bolchevique de l'Union soviétique.